# Corti-Organ

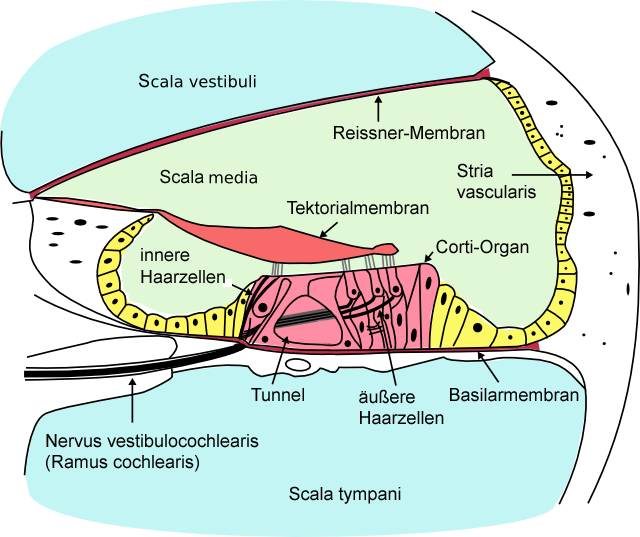
Schnitt durch die Hörschnecke: Aufbau des Corti-Organs.
Zur Basis des Corti-Organs liegt die Basilarmembran, ein Dach über dem Organ bildet die Tektorialmembran, mittig an der Oberfläche der Haarzellen befindet sich die Lamina reticularis.

Das Corti-Organ oder Cortische Organ (lt. Organon spirale) auch Gehörlabyrinth genannt, bezeichnet die Schnittstelle in der Schnecke des Innenohrs zwischen den akustischen mechanischen Schwingungen und den Nervensignalen. Das Corti-Organ wurde nach dem italienischen Anatom Alfonso Corti benannt, der erstmals dessen feinere Anatomie 1851 beschrieb.

## Aufbau

Querschnitt durch das Corti-Organ bei höherer Vergrößerung.

Das Corti-Organ ist der Träger der Sensorzellen im Innenohr aller Säugetiere. Es befindet sich in der Scala media der Hörschnecke des Innenohrs zwischen dem Vorhof- (Scala vestibuli) und dem Paukengang (Scala tympani). Es besteht aus mechanosensorischen Sinneszellen, sogenannten Haarzellen (auch Corti-Hörzellen, Hörrezeptoren oder Haarsinneszellen genannt) sowie Stütz- und Pfeilerzellen, welche die Sinneszellen umgeben. 
Die Basilarmembran trennt das Corti-Organ von der Scala tympani. Zwischen der extrazellulären Flüssigkeit Endolymphe, welche die Scala media füllt, und dem Corti-Organ befindet sich eine dünne Gewebeschicht namens Lamina reticularis. Die Haarzellen liegen zwischen diesen beiden Schichten.
Richtung Außenseite der Cochlea befinden sich die äußeren Haarzellen. Menschen haben in etwa 15.000 bis 20.000 dieser in drei Reihen angeordneten Zellen. In Richtung der Innenseite liegen die inneren Haarzellen (ca. 3.500 in einer Reihe angeordnet). Zwischen diesen beiden Typen von Haarzellen befinden sich die Corti-Pfeilerzellen, welche zwischen Basilarmembran und Tektorialmembran verlaufen und diese beiden Membranen aufspannen und stützen.
Neben den Haarzellen gibt es äußere und innere Pfeilerzellen und Stützzellen (Phalangenzellen). Die äußeren und inneren Pfeilerzellen bilden einen dreieckigen Kanal, den Corti-Tunnel (Cuniculus internus). Die Phalangenzellen stehen in zwei bis fünf Reihen und nehmen die inneren Haarzellen auf. Die äußeren Pfeilerzellen sind von den äußeren Phalangenzellen durch den Nuel-Raum getrennt. Auf die äußeren Phalangenzellen folgen die Hensen- und darauf die Claudius-Zellen. Letztere gehen in die Stria vascularis über.
Die Tektorialmembran bedeckt die Stereocilien (auch Zellhärchen genannt), die auf den Haarsinneszellen sitzen. Auf jeder Haarsinneszelle können sich bis zu hundert Stereocilien befinden, die durch die Lamina reticularis bis in die Endolymphe reichen. Bei den inneren Haarzellen enden die Stereocilien direkt unter der Tektorialembran, bei den äußeren reichen diese bis in die Membran hinein. Die Auslenkung der Stereocilien der inneren Haarzellen löst die Reiztransduktion und somit das Hörempfinden aus. Im Gegensatz zu den Haarzellen des Gleichgewichtsorgans haben die Haarzellen der Cochlea keine Kinozilien. 
Die Haarzellen bilden gemeinsam mit Neuronen des Spiralganglions Synapsen. Die Axone der Spiralganglien ragen in den Hörnerv ein.

## Schallempfindung
Eine Schallwelle wird über das Trommelfell und die Gehörknöchelchen im Mittelohr auf die Scala vestibuli übertragen, die wie die Scala tympani mit Perilymphe gefüllt ist. Die Druckwelle in der Scala vestibuli führt zur Auslenkung der Reißner-Membran, der Scala media und des gesamten Corti-Organs Richtung Scala tympani. Dadurch kommt es zu einer Scherbewegung der Tektorialmembran gegen die Haarzellen:
Die Stereovilli der äußeren Haarzellen werden abgebogen, und diese Zellen dadurch erregt. Die meisten Stereovilli sind durch sogenannte ‚tip links‘ mit dem dahinter stehenden Villus verbunden, so dass diese gemeinsam ausgelenkt werden. Durch die Verschiebung öffnen bzw. schließen sich zur Endolymphe gerichtete Kationen-Kanäle in der Haarzelle.
Die Kalium-Ionen-Konzentration ist in der Endolymphe und in den Haarzellen etwa gleich hoch. Die Endolymphe ist jedoch mit etwa 85 mV positiv geladen, die Haarzellen haben dagegen ein negatives Ruhemembranpotential von etwa −70 mV. Bei offenen Kalium-Kanälen fließen die positiv geladenen Kalium-Ionen daher in die Haarzellen ein.
Die dadurch hervorgerufene Depolarisation der Zellmembran führt bei den äußeren Haarzellen zu einer oszillierenden Längenänderung, die sich auf die Basilarmembran überträgt. Dabei kann eine Frequenz von bis zu 20.000 Schwingungen pro Sekunde erreicht werden. Für eine bestimmte Tonhöhe kommt es nur an einer Stelle der Gehörschnecke zu einer solchen Verstärkung. Nur hier kommt es zu einer massiven Verstärkung in der Strömung der Endolymphe unter der Tektorialmembran. Dadurch werden an dieser Stelle auch die inneren Haarzellen erregt. Diese lokale Begrenzung der Erregungsverstärkung erlaubt eine Unterscheidung verschiedener Tonhöhen (siehe auch cochleärer Verstärker und Wanderwelle).
Die inneren Haarzellen werden ebenfalls depolarisiert. Dies führt am unteren Ende der Zellen zur Freisetzung des Neurotransmitters Glutamat. Es diffundiert durch den synaptischen Spalt zur benachbarten Nervenzelle und führt dort zur Bildung von Aktionspotentialen, welche die Information über den gehörten Ton elektrisch an das Gehirn weiterleiten. Dies erfolgt über den Hörnerv.
Die Repolarisation der Haarzellen erfolgt über kaliumspezifische Kanäle an der seitlichen Zellmembran.